# 崔泰浩
崔 泰浩（チェ・テホ、朝鮮語: 최태호、1929年10月16日 - 2011年7月20日）は、大韓民国の政治家。第10代韓国国会議員（在任中辞職）。
本貫は慶州崔氏。号は丘松（クソン、구송）。カトリック教徒。

## 経歴
日本統治時代の慶尚北道金陵郡出身。嶺南大学校商科大学、高麗大学校経営大学院卒。大韓民国傷痍軍警会監事・会長・名誉会長を務めたほか、国家報勲処（現・国家報勲部）報勲審査委員、世界在郷軍人会韓国理事、憲法改正審議委員、大統領諮問委員（障害者対策）、韓国報勲福祉公団社長等を務めた。
2011年7月20日に死去、享年82。